# Pandemia de COVID-19 no Catar
Este artigo documenta os impactos da pandemia de COVID-19 no Catar e pode não incluir todas as principais respostas e medidas contemporâneas.

## Linha do tempo

### Fevereiro
Em 27 de fevereiro de 2020, foi confirmado que se espalhou o coronavírus para o Catar a maioria dos casos provenientes do Irã.

### Março
Em 9 de março de 2020, o Catar anunciou o fechamento de todas as escolas e universidades, o fechamento entrará em vigor em 10 de março de 2020. No mesmo dia, o Catar anunciou a proibição de viajantes de 15 países, incluindo: Bangladesh, China, Egito, Índia, Irã, Iraque, Itália, Líbano, Nepal, Paquistão, Filipinas, Coréia do Sul, Sri Lanka, Síria e Tailândia.
Em 11 de março de 2020, o Ministério da Saúde Pública (MOPH) do Catar anunciou que havia 238 novos casos de coronavírus confirmados em um único dia, elevando o total do país para 262.
Em 13 de março de 2020, o Ministério da Saúde Pública (MOPH) do Catar anunciou que havia 58 novos casos confirmados de coronavírus 2019 (COVID-19), elevando o total para 320. No mesmo dia, o CEO da Qatar Airways, Akbar Al Baker alegou que não havia evidências científicas comprovando a existência de coronavírus.
Em 14 de março de 2020, o Ministério da Saúde Pública (MOPH) do Catar anunciou que havia 17 novos casos confirmados de coronavírus 2019 (COVID-19), totalizando agora 337. No mesmo dia, o Catar anunciou a proibição de viajantes de mais 3 países Alemanha, Espanha, França.
Em 16 de março de 2020, o Ministério da Saúde Pública anuncia em entrevista coletiva que os 4 primeiros casos no Estado do Catar se recuperaram do coronavírus. Em 16 de março, o Catar teria a 9ª taxa per capita mais alta do mundo de casos positivos de coronavírus no mundo, com 152,4 casos por milhão de pessoas (2,8 vezes a taxa da China).
Em 23 de março, o Ministério da Saúde Pública (MoPH) procurou voluntários para apoiar a resposta do Catar ao surto de Covid-19. Um porta-voz do Comitê Supremo para Gerenciamento de Crises, Lolwah Rashid AlKhater, disse: “Estamos procurando voluntários para ajudar o setor de saúde do Catar à medida que o número de casos do Covid-19 aumenta e cria uma pressão sobre os recursos. Precisamos nos unir como comunidade e trabalhar para apoiar os setores público e privado do Catar durante esses tempos difíceis." No mesmo dia, o Ministério do Comércio e Indústria em uma carta disse que foi decidido fechar temporariamente todos os restaurantes, cafés, pontos de venda de alimentos e food-truck nos seguintes locais, de 23 de março até novo aviso: Clubes esportivos, Lusail Marina, áreas de food-truck, Doha Corniche, Al Khor Corniche e Aspire Park.
Em 24 de março, o Ministério da Saúde do Catar anunciou que foram notificados 25 novos casos de coronavírus no país.
Em 25 de março, o Ministério da Saúde Pública anunciou o registro de 11 novos casos confirmados de coronavírus 2019 (Covid-19) no Estado do Catar. Alguns dos novos casos de infecção estão relacionados aos viajantes que chegaram recentemente ao Estado do Catar e outros pertencem a pessoas em contato com casos infectados, incluindo 5 casos de cidadãos do Catar. Os casos recém-infectados  foram isolados e estão recebendo cuidados médicos. O Ministério da Saúde Pública continua a realizar verificações para todos os cidadãos que viajam do exterior, bem como para todos os contatos de casos infectados. O número total de pessoas testadas para a COVID-19 pelo Ministério da Saúde Pública atingiu mais de 12.000 pessoas. O Ministério da Saúde Pública insta todas as agências e indivíduos a seguir medidas preventivas e aderir aos requisitos de isolamento domiciliar para garantir sua segurança e a de sua comunidade, e não sair a menos que seja absolutamente necessário.
Em 30 de março, o Ministério da Saúde Pública anunciou o registro de 59 novos casos confirmados de coronavírus (COVID-19), além de mais 3 casos de pacientes recuperados do vírus.
Em 31 de março, o Ministério da Saúde Pública anuncia 88 novos casos confirmados de coronavírus (COVID-19) e mais 11 pacientes recuperados.

### Abril
No dia 1 de abril, o Ministério da Saúde Pública anunciou 54 novos casos confirmados de coronavírus (COVID-19) e mais nove pacientes recuperados do vírus, o que eleva o total de casos de recuperação no Qatar para 71.
Em 2 de abril, o Ministério da Saúde Pública anunciou o registro de 114 novos casos confirmados de doença de coronavírus (COVID-19) e a recuperação de um paciente, além do anúncio de uma terceira morte por COVID-19 no Catar.
Em 7 de abril, Um morador de 74 anos e um morador de 59 anos - ambos portadores de doenças crônicas - morreram de COVID-19, elevando o número de mortes para 6. Além disso, foram anunciados mais 225 casos, além de 19 pacientes recuperados. Havia agora um total de 2057 casos confirmados e 150 recuperações confirmadas.
Em 9 de abril, o Ministério da Saúde Pública anunciou o registro de 166 novos casos confirmados de COVID-19.
Em 10 de abril, o Ministério da Saúde Pública anunciou o registro de 136 novos casos confirmados de coronavírus (COVID-19).
No 15 de abril, o país registrou o primeiro caso entre trabalhadores que fazem obras para a Copa do Mundo FIFA de 2022. O comitê da Copa, anunciou que "dois funcionários que trabalham (...) no projeto do estádio Al Thoumama deram positivo para covid-19".
Em 22 abril, devido a pandemia, obras de estádio para a Copa do Mundo de Futebol, foram interrompidas.
Em 23 de abril, o Ministério da Saúde Pública notificou 623 novos casos confirmados de COVID-19.
Em 24 de abril, o Ministério da Saúde Pública relatou 761 novos casos confirmados de COVID-19.
Em 29 de abril, o Ministério da Saúde Pública anunciou o registro de 643 novos casos confirmados de coronavírus (COVID-19) e a recuperação de mais 109 pacientes no Catar.
Em 30 de abril, o Ministério da Saúde Pública anunciou o registro de 845 novos casos confirmados de coronavírus (COVID-19) e a recuperação de mais 129 pacientes no Catar.

### Maio
No dia 1 de maio, o Ministério da Saúde Pública anunciou a morte de 2 pacientes com COVID-19, juntamente com o registro de 687 novos casos confirmados de COVID-19 e a recuperação de mais 64 pacientes no Catar.
Em 3 de maio, o Ministério da Saúde Pública anunciou o registro de 679 novos casos confirmados de COVID-19 e a recuperação de mais 130 pacientes no Catar.
Em 9 de maio, o Ministério da Saúde Pública anunciou a morte de 1 por paciente COVID-19, juntamente com o registro de 1.130 novos casos confirmados e a recuperação de mais 129 pacientes no Catar.
Em 11 de maio, a empresa Qatar Airways, anunciou a doação de 100 mil bilhetes de avião para profissionais da saúde.
Em 13 de maio, o Ministério da Saúde Pública anunciou o registro de 1.390 novos casos confirmados de COVID-19 e a recuperação de mais 124 pacientes no Catar.

Em 16 de maio, o país registrava um total de 30.972 casos, 3.788 paciente recuperados e 15 mortes.